# Marcel Saucier
Marcel Saucier (* 6. November 1912 in Montreal; † 25. November 1997 ebenda) war ein kanadischer Geiger, Komponist und Musikpädagoge.

## Leben und Wirken
Saucier studierte Violine bei Albert Devault (1919–25), Alfred De Sève (1925–28),  Raphaël Kellert (1929–30), Jeanne Labrecque (1930–32), Camille Couture (1932–36) und Maurice Onderet (1936–37). Außerdem nahm er Unterricht in den Fächern Klavier, Harmonielehre und Komposition bei Antonio Létourneau und Orgelunterricht bei Eugène Lapierre.
Zwischen 1933 und 1935 gab er Konzerte in den USA und Kanada sowie beim Rundfunksender CKAC und unterrichtete am St-Guillaume College in L’Épiphanie, Que, at am St-Louis College in Terrebonne und an der St-Viateur High School in Montreal. Ab 1935 unterrichtete er ausschließlich in seinem eigenen Studio in Montreal. Zu seinen Schülern zählten Jean Cousineau, Roméo Galipeau, Jacques Perron und Henriette Tardif. Saucier komponierte Lieder, von denen einige von Sängern wie Jean Lalonde und Fernand Robidoux interpretiert bzw. aufgenommen wurden, und eine Gavotte für Violine und Klavier.